# هاري مكينون
هاري مكينون (بالإنجليزية: Harry McKinnon)‏ هو لاعب دوري الرغبي أسترالي، ولد في 1910 في تامورث في أستراليا، وتوفي في 1989 في ويلوبي ‏ في أستراليا.